# Arakanbergen
Arakanbergen (Burmesiska: ရခိုင်ရိုးမ, Arakan Yoma) är en bergskedja i Sydostasien. Större delen ligger i västra Myanmar (en region väster om kedjan hette tidigare Arakan, nuvarande Rakhine) och löper parallellt med kusten mot Bengaliska viken. Den nordligaste delen sträcker sig in i Manipur i Indien. I söder försvinner ryggen ut i Indiska oceanen och sticker längre söderut upp ur vattnet i form av öarna Andamanerna och Nikobarerna. Bergskedjans högsta punkt ligger drygt 3 000 meter över havet.